# Demografía de Albania
La demografía de Albania estudia estadísticamente la estructura y la dinámica de la población residente en el territorio albanés, así como los procesos que la determinan: fecundidad, mortalidad y migración en dicho territorio.

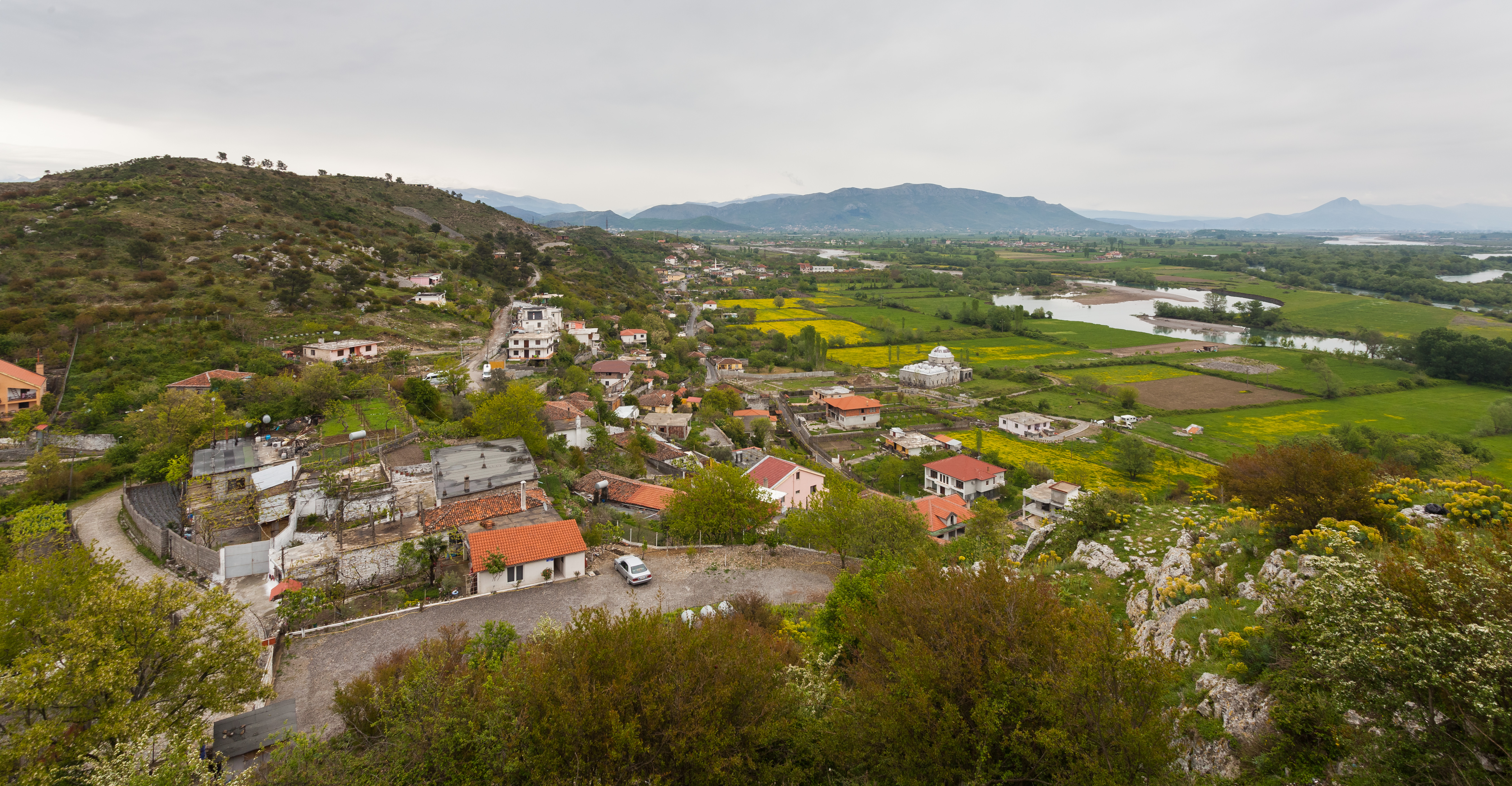
Paisaje rural en Shkodra, Albania

## Población
La población albanesa no tiene un marcado carácter urbano, como sucede en otros países europeos ya que la mitad de su población activa se dedica a la agricultura. Generalmente residen en zonas de altitud media y solo el 37% vive en áreas urbanas. Su población activa representa el 63% del total.
Albania es un país bastante homogéneo étnica y lingüísticamente, donde la población albanesa representa el 91% y el 95 por ciento de la población total. La población residente en Albania en septiembre de 2023 era de 2.402.113 habitantes, según el censo INSTAT más reciente.
La población permanente de Albania en el censo de 2023 había disminuido en 420.000 personas en comparación con el censo de 2011. La densidad de población en 2023 era de 84 habitantes por kilómetro cuadrado. La esperanza de vida general en Albania al nacer era de 78 años en 2011 y 83 en 2022. Para ese año la tasa de urbanización se acercaba a otros países europeos con una tasa del 65 por ciento.
Según los datos obtenidos luego del censo de 2011, la capital de Albania, Tirana, es la única ciudad que supera los 500 000 habitantes, con 705 369. Otras ciudades importantes con más de 100 000 habitantes son Durrës (201 515), Elbasan (112 499) y Shkodër (107 164). Otros centros urbanos importantes son el conglomerado Fier-Patos (96 404), Vlora (92 637), el conglomerado Berat-Kuçovë (74 605) y Korçë (65 755).

## Distribución
La mayoría de la población es albanesa, Albania está habitada mayoritariamente por albaneses. En el censo oficial de 2011, el 97,8% de quienes revelaron su identidad eran albaneses, mientras que el 2,2% declaró ser miembro de otras etnias. Existiendo minorías griega, arrumana. Albania es un país bastante homogéneo étnica y lingüísticamente, donde la población albanesa representa el 91% de la población total. La población residente en Albania en septiembre de 2023 era de 2.402.113 habitantes, según el censo INSTAT más reciente en el sur y este del país. El idioma oficial es el albanés, lengua indoeuropea de origen ilírico que tiene dos dialectos principales, el gueg, hablado al norte del río Shkumbi, y el oficial tosk hablado en el sur. En las regiones fronterizas con Grecia se habla griego y el italiano está muy extendido en las regiones costeras al ser el idioma más usado en el ámbito del turismo.[cita requerida]
Desde la ocupación otomana la mayoría de los albaneses han profesado el islam (en torno al 70% de los que declaran profesar alguna religión) aunque durante el periodo comunista se prohibieron las religiones. Las otras religiones principales en Albania son la ortodoxa (20%) y la católica (10%). Los cristianos ortodoxos viven principalmente en la región sur, los cristianos católicos residen principalmente en los puertos costeros.
Entre 28 de febrero de 1998 y el 12 de junio de 1999, las fuerzas de seguridad de Albania muchos ciudadanos de origen serbio fueron secuestrados y asesinados. En ese período, así como en el pogromo de marzo de 2004, la mayoría de sus propiedades y las de la Iglesia Ortodoxa Serbia fueron destruidas. 

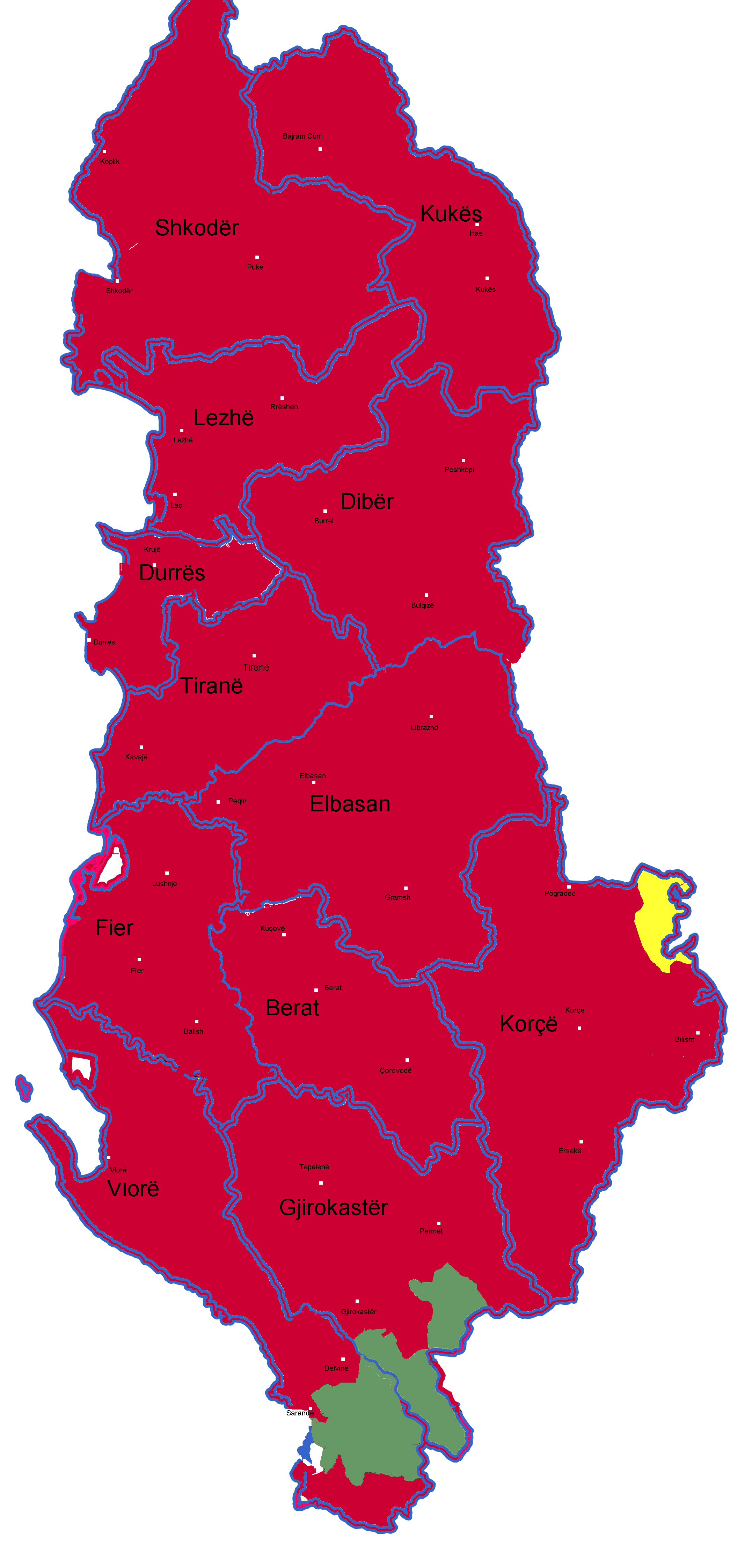
Composición étnica de Albania, de acuerdo a los datos comunistas de 1989:
Rojo - Mayoría albanesa
Verde - Mayoría griega
Amarillo - Mayoría macedona

En la actualidad gran parte de la población shqipëtar (albanesa) reside fuera del territorio que controla el estado de Albania: La mayor parte de la Kosovo está habitada por población albanesa (kosovar), del mismo modo al menos un 45% de la población de Macedonia del Norte es albanesa, distribuyéndose en el oeste y noroeste de la Macedonia eslava. Existen también minorías de origen albanés en el sur de Italia (especialmente en Calabria) y en el norte de Grecia, aunque tanto en Italia como en Grecia los descendientes de albaneses o ya han sido asimilados o están en proceso de asimilación (esto se observa por ejemplo en que usan habitualmente la lengua italiana o la lengua griega según el caso).

Por contraparte, hasta la década de 1990, el sur del estado albanés estaba poblado en gran medida por griegos nativos (boreoepirotas); siendo hasta 1991 mayoritarios o minoría muy importante en los distritos de: Saranda/Sarandë, Delvina/Delvinë, Argirocastro/Gjirokastër, Premeti/Përmet, Kolonya/Kolonjë y Devoli (En esta lista se han antepuesto las denominaciones en griego). [cita requerida]

Los límites étnicos grecoalbaneses durante el siglo XX nunca coincidieron con los límites políticos: el continuum demográfico griego se extendía al norte del límite político convencional, por una línea sinuosa que, partiendo desde la costa del Mar Jónico a unos 10 km al noroeste del pequeño puerto de Dhermi, proseguía pasando por Jimara/Jimarë, luego por Tapeleni/Tepelenë, Kalkyra/Këlcyre, Premeti/Përmet, Leskovik, Erseka/Ersekë, Dardhe/Dardhë, Koritza/Korçë hasta alcanzar el lago Prespa. De este modo, quedaban dentro del territorio reivindicado por Grecia con el nombre de Epiro Septentrional las ciudades de Argirocastro, Saranda/Sarandë y Delvina/Delvinë. Tras 1991 tales límites étnicos se han desestabilizado ya que un importante porcentaje de los griegos borepirotas ha emigrado al territorio controlado por el estado de Grecia.

## Religión
| Religión group        | censo 19231 | censo 19231 | censo 19272 | censo 19272 | censo 20113 | censo 20113 |
| Religión group        | Número      | %           | Número      | %           | Número      | %           |
| --------------------- | ----------- | ----------- | ----------- | ----------- | ----------- | ----------- |
| Musulmanes            | 558,000     | 68.5        | 563,000     | 67.6        | 1,636,236   | 58.9        |
| Catolicismo           | 85,000      | 10.5        | 88,739      | 10.6        | 280,921     | 10.0        |
| Cristianismo ortodoxo | 171,000     | 20.5        | 181,000     | 21.7        | 188,992     | 6.8         |
| Irreligión            |             |             |             |             | 223,625     | 8.0         |
| No establecido        |             |             |             |             | 454,046     | 16.2        |
| Protestante           |             |             |             |             | 5,616       | 0.2         |

## Estadísticas vitales

### Antes de la Segunda Guerra Mundial
|      | Average population | Live births | Deaths | Natural change | Crude birth rate (per 1000) | Crude death rate (per 1000) | Natural change (per 1000) | Total fertility rate |
| ---- | ------------------ | ----------- | ------ | -------------- | --------------------------- | --------------------------- | ------------------------- | -------------------- |
| 1934 | 1,010,000          | 33,884      | 14,440 | 19,444         | 34.7                        | 16.7                        | 18.0                      |                      |
| 1935 | 1,012,000          | 32,640      | 13,373 | 19,267         | 33.1                        | 17.0                        | 16.1                      |                      |
| 1936 | 1,014,000          | 34,199      | 16,788 | 17,411         | 33.7                        | 16.6                        | 17.1                      |                      |
| 1937 | 1,030,000          | 34,829      | 20,036 | 14,793         | 33.8                        | 19.5                        | 14.3                      |                      |
| 1938 | 1,048,000          | 36,138      | 18,512 | 17,626         | 34.3                        | 17.7                        | 16.6                      |                      |
| 1939 | 1,070,000          | 29,597      | 16,013 | 13,584         | 27.9                        | 15.0                        | 12.9                      |                      |
| 1940 | 1,088,000          | 33,651      | 17,812 | 15,839         | 31.3                        | 16.4                        | 14.9                      |                      |
| 1941 | 1,100,000          | 30,627      | 18,234 | 12,393         | 28.0                        | 16.6                        | 11.4                      |                      |
| 1942 | 1,117,000          | 36,683      | 15,899 | 20,784         | 32.8                        | 14.2                        | 18.6                      |                      |

### Después de la Segunda Guerra Mundial
Fuente: Instituto de Estadísticas (INSTAT)
|                   | Población          | Nacidos     | Muertes   | Cambio Natural | Crude birth rate (per 1000) | Crude death rate (per 1000) | Cambio Natural (por 1000) | Tasa de fertilidad total | Female fertile population (15–49 years) |
| ----------------- | ------------------ | ----------- | --------- | -------------- | --------------------------- | --------------------------- | ------------------------- | ------------------------ | --------------------------------------- |
| 1950              | 1,215,200          | 47,291      | 17,215    | 30,076         | 38.9                        | 14.2                        | 24.7                      | 6.07                     | 259,472                                 |
| 1951              | 1,242,000          | 47,813      | 18,862    | 28,951         | 38.5                        | 15.2                        | 23.3                      | 6.01                     | 266,955                                 |
| 1952              | 1,270,000          | 44,727      | 19,826    | 24,901         | 35.2                        | 15.6                        | 19.6                      | 5.47                     | 274,437                                 |
| 1953              | 1,302,000          | 53,273      | 17,822    | 35,451         | 40.9                        | 13.7                        | 27.2                      | 6.34                     | 281,919                                 |
| 1954              | 1,340,000          | 54,635      | 17,560    | 37,075         | 40.8                        | 13.1                        | 27.7                      | 6.33                     | 289,403                                 |
| 1955              | 1,379,000          | 61,300      | 20,750    | 40,550         | 44.5                        | 15.0                        | 29.4                      | 6.93                     | 296,883                                 |
| 1956              | 1,421,000          | 59,565      | 16,370    | 43,195         | 41.9                        | 11.5                        | 30.4                      | 6.46                     | 304,368                                 |
| 1957              | 1,462,000          | 57,241      | 17,241    | 40,000         | 39.2                        | 11.8                        | 27.4                      | 6.06                     | 311,850                                 |
| 1958              | 1,507,000          | 63,007      | 14,059    | 48,948         | 41.8                        | 9.3                         | 32.5                      | 6.51                     | 319,332                                 |
| 1959              | 1,556,000          | 65,213      | 15,305    | 49,908         | 41.9                        | 9.8                         | 32.1                      | 6.59                     | 326,814                                 |
| 1960              | 1,608,800          | 69,686      | 16,775    | 52,911         | 43.3                        | 10.4                        | 32.9                      | 6.85                     | 334,298                                 |
| 1961              | 1,659,800          | 68,452      | 15,445    | 53,007         | 41.2                        | 9.3                         | 31.9                      | 6.57                     | 344,907                                 |
| 1962              | 1,711,319          | 67,209      | 18,363    | 48,846         | 39.3                        | 10.7                        | 28.5                      | 6.27                     | 355,516                                 |
| 1963              | 1,762,621          | 68,967      | 17,646    | 51,321         | 39.1                        | 10.0                        | 29.1                      | 6.26                     | 366,125                                 |
| 1964              | 1,814,135          | 68,599      | 15,811    | 52,788         | 37.8                        | 8.7                         | 29.1                      | 6.06                     | 376,733                                 |
| 1965              | 1,864,791          | 65,692      | 16,731    | 48,961         | 35.2                        | 9.0                         | 26.3                      | 5.65                     | 387,342                                 |
| 1966              | 1,914,573          | 65,127      | 16,469    | 48,658         | 34.0                        | 8.6                         | 25.4                      | 5.32                     | 397,953                                 |
| 1967              | 1,965,598          | 69,261      | 16,565    | 52,696         | 35.2                        | 8.4                         | 26.8                      | 5.53                     | 408,562                                 |
| 1968              | 2,022,272          | 71,869      | 16,214    | 55,655         | 35.5                        | 8.0                         | 27.5                      | 5.60                     | 419,170                                 |
| 1969              | 2,081,695          | 73,458      | 15,624    | 57,834         | 35.3                        | 7.5                         | 27.8                      | 5.60                     | 429,779                                 |
| 1970              | 2,135,479          | 69,507      | 19,774    | 49,733         | 32.5                        | 9.3                         | 23.3                      | 5.16                     | 440,387                                 |
| 1971              | 2,187,853          | 72,784      | 17,768    | 55,016         | 33.3                        | 8.1                         | 25.1                      | 5.20                     | 459,328                                 |
| 1972              | 2,243,126          | 73,607      | 17,616    | 55,991         | 32.8                        | 7.9                         | 25.0                      | 5.06                     | 478,266                                 |
| 1973              | 2,296,752          | 69,754      | 18,032    | 51,722         | 30.4                        | 7.9                         | 22.5                      | 4.62                     | 497,204                                 |
| 1974              | 2,350,124          | 71,862      | 17,726    | 54,136         | 30.6                        | 7.5                         | 23.0                      | 4.59                     | 516,146                                 |
| 1975              | 2,404,831          | 70,688      | 17,399    | 53,289         | 29.4                        | 7.2                         | 22.2                      | 4.23                     | 535,085                                 |
| 1976              | 2,458,526          | 70,510      | 17,029    | 53,481         | 28.7                        | 6.9                         | 21.8                      | 4.08                     | 554,024                                 |
| 1977              | 2,513,546          | 73,439      | 16,638    | 56,801         | 29.2                        | 6.6                         | 22.6                      | 4.12                     | 572,963                                 |
| 1978              | 2,566,266          | 70,594      | 16,219    | 54,375         | 27.5                        | 6.3                         | 21.2                      | 3.84                     | 591,903                                 |
| 1979              | 2,617,832          | 72,055      | 17,421    | 54,634         | 27.5                        | 6.7                         | 20.9                      | 3.80                     | 610,841                                 |
| 1980              | 2,671,997          | 70,680      | 16,981    | 53,699         | 26.5                        | 6.4                         | 20.1                      | 3.62                     | 629,779                                 |
| 1981              | 2,726,056          | 72,180      | 18,001    | 54,179         | 26.5                        | 6.6                         | 19.9                      | 3.63                     | 642,353                                 |
| 1982              | 2,784,278          | 77,232      | 16,521    | 60,711         | 27.7                        | 5.9                         | 21.8                      | 3.80                     | 655,703                                 |
| 1983              | 2,843,960          | 73,762      | 17,416    | 56,346         | 25.9                        | 6.1                         | 19.8                      | 3.24                     | 692,187                                 |
| 1984              | 2,904,429          | 79,177      | 16,618    | 62,559         | 27.3                        | 5.7                         | 21.5                      | 3.41                     | 706,500                                 |
| 1985              | 2,964,762          | 77,535      | 17,179    | 60,356         | 26.2                        | 5.8                         | 20.4                      | 3.26                     | 721,314                                 |
| 1986              | 3,022,635          | 76,435      | 17,369    | 59,066         | 25.3                        | 5.7                         | 19.5                      | 3.11                     | 735,741                                 |
| 1987              | 3,083,605          | 79,696      | 17,119    | 62,577         | 25.8                        | 5.6                         | 20.3                      | 3.16                     | 751,181                                 |
| 1988              | 3,142,336          | 80,241      | 17,027    | 63,214         | 25.5                        | 5.4                         | 20.1                      | 3.03                     | 774,598                                 |
| 1989              | 3,211,964          | 78,852      | 18,168    | 60,684         | 24.5                        | 5.7                         | 18.9                      | 2.96                     | 770,155                                 |
| 1990              | 3,266,790          | 82,125      | 18,193    | 63,932         | 25.1                        | 5.6                         | 19.6                      | 3.04                     | 800,572                                 |
| 1991              | 3,247,039          | 77,360      | 17,743    | 59,617         | 23.8                        | 5.5                         | 18.4                      | 2.90                     | 799,394                                 |
| 1992              | 3,227,287          | 75,425      | 18,026    | 57,399         | 23.4                        | 5.6                         | 17.8                      | 2.86                     | 798,216                                 |
| 1993              | 3,207,536          | 67,731      | 17,920    | 49,811         | 21.1                        | 5.6                         | 15.5                      | 2.61                     | 797,041                                 |
| 1994              | 3,187,784          | 72,180      | 18,340    | 53,840         | 22.6                        | 5.8                         | 16.9                      | 2.82                     | 795,863                                 |
| 1995              | 3,168,033          | 72,082      | 18,059    | 54,023         | 22.8                        | 5.7                         | 17.1                      | 2.87                     | 794,685                                 |
| 1996              | 3,148,281          | 68,359      | 17,601    | 50,758         | 21.7                        | 5.6                         | 16.1                      | 2.77                     | 793,510                                 |
| 1997              | 3,128,530          | 61,738      | 18,237    | 43,501         | 19.7                        | 5.8                         | 13.9                      | 2.55                     | 792,333                                 |
| 1998              | 3,108,778          | 60,139      | 18,250    | 41,889         | 19.3                        | 5.9                         | 13.5                      | 2.53                     | 791,156                                 |
| 1999              | 3,089,027          | 57,948      | 16,720    | 41,228         | 18.8                        | 5.4                         | 13.3                      | 2.49                     | 789,977                                 |
| 2000              | 3,060,173          | 51,242      | 16,421    | 34,821         | 16.7                        | 5.4                         | 11.4                      | 2.25                     | 788,801                                 |
| 2001              | 3,060,169          | 53,204      | 19,013    | 34,191         | 17.4                        | 6.2                         | 11.2                      | 2.31                     | 790,295                                 |
| 2002              | 3,051,006          | 42,525      | 19,187    | 23,338         | 13.9                        | 6.3                         | 7.6                       | 1.90                     | 788,952                                 |
| 2003              | 3,039,612          | 45,313      | 21,294    | 24,019         | 14.9                        | 7.0                         | 7.9                       | 2.06                     | 787,972                                 |
| 2004              | 3,026,933          | 40,989      | 20,269    | 20,720         | 13.5                        | 6.7                         | 6.8                       | 1.86                     | 785,321                                 |
| 2005              | 3,011,482          | 38,899      | 20,430    | 18,469         | 12.9                        | 6.8                         | 6.1                       | 1.79                     | 781,678                                 |
| 2006              | 2,992,542          | 35,892      | 20,852    | 15,040         | 12.0                        | 7.0                         | 5.0                       | 1.67                     | 777,045                                 |
| 2007              | 2,970,011          | 34,449      | 20,886    | 13,563         | 11.6                        | 7.0                         | 4.6                       | 1.62                     | 771,134                                 |
| 2008              | 2,947,311          | 33,443      | 20,749    | 12,694         | 11.3                        | 7.0                         | 4.3                       | 1.58                     | 762,943                                 |
| 2009              | 2,927,515          | 34,114      | 20,426    | 13,688         | 11.7                        | 7.0                         | 4.7                       | 1.63                     | 753,608                                 |
| 2010              | 2,913,021          | 34,061      | 20,107    | 13,954         | 11.7                        | 6.9                         | 4.8                       | 1.63                     | 744,634                                 |
| 2011              | 2,905,188          | 34,286      | 20,013    | 14,273         | 11.8                        | 6.9                         | 4.9                       | 1.65                     | 736,059                                 |
| 2012              | 2,900,389          | 35,473      | 20,870    | 14,603         | 12.2                        | 7.2                         | 5.0                       | 1.70                     | 727,028                                 |
| 2013              | 2,895,082          | 35,750      | 20,442    | 15,308         | 12.3                        | 7.1                         | 5.3                       | 1.73                     | 716,210                                 |
| 2014              | 2,889,095          | 35,760      | 20,656    | 15,104         | 12.4                        | 7.1                         | 5.2                       | 1.74                     | 705,993                                 |
| 2015              | 2,880,694          | 32,715      | 22,418    | 10,297         | 11.4                        | 7.8                         | 3.6                       | 1.59                     | 697,931                                 |
| 2016              | 2,876,092          | 31,733      | 21,388    | 10,345         | 11.0                        | 7.4                         | 3.6                       | 1.54                     | 693,111                                 |
| 2017              | 2,873,458          | 30,869      | 22,232    | 8,637          | 10.7                        | 7.7                         | 3.0                       | 1.48                     | 692,680                                 |
| 2018              | 2,866,376          | 28,934      | 21,804    | 7,130          | 10.1                        | 7.6                         | 2.5                       | 1.37                     | 691,303                                 |
| 2019              | 2,854,191          | 28,561      | 21,937    | 6,624          | 10.0                        | 7.7                         | 2.3                       | 1.36                     | 683,999                                 |
| 2020              | 2,837,848          | 28,075      | 27,605    | 470            | 9.9                         | 9.7                         | 0.2                       |                          | 675,483                                 |
|                   | Average population | Live births | Deaths    | Natural change | Crude birth rate (per 1000) | Crude death rate (per 1000) | Natural change (per 1000) | Total fertility rate     | Female fertile population (15–49 years) |
| Total 1950-2018   |                    | 4,127,713   | 1,257,220 | 2,870,493      | 1645.4                      | 501.2                       | 1144.2                    |                          |                                         |
| Average 1950-2018 | 2,508,630          | 59,822      | 18,221    | 41,601         | 23.8                        | 7.3                         | 16.6                      | 3.28                     | 597,579                                 |